# Quattro Voti del Bodhisattva
I Quattro Voti del Bodhisattva (Shiguseigan in giapponese), sono una dedica della pratica delle scuole Mahāyāna cinesi, giapponesi e coreane.

## Descrizione
Nel Buddismo Mahāyāna, il Bodhisattva è un praticante del Dharma insegnato dal Buddha Śākyamuni, e si impegna non solo al conseguimento della propria Illuminazione, ma al beneficio di tutti gli esseri senzienti, a cui si sente connesso in virtù del principio di interdipendenza.
Secondo le pratiche Zen, i Quattro Voti del Bodhisattva vanno recitati tre volte di seguito, preferibilmente quotidianamente e in occasione di una seduta meditativa, in quanto considerati la dedica della pratica personale.

## Composizione
In giapponese:
- Shu-jo mu-hen sei-gan do;
- Bon-no mu-jin sei-gan dan;
- Ho-mon mu-ryo seigan gaku;
- Butsu-do mu-jo sei-gan jo;

Traduzione in italiano:
- Gli esseri sono innumerevoli, voto di aiutare tutti;
- Le brame sono inesauribili, voto di estirparle tutte;
- Gli insegnamenti sono infiniti, voto di apprenderli;
- La Via del Buddha è suprema, voto di realizzarla;

## Spiegazione
- Gli esseri sono innumerevoli, voto di aiutare tutti significa dedicare la propria pratica agli altri, senza necessariamente abbandonare il lavoro e la famiglia sull'esempio letterale del Buddha.
- Le brame sono inesauribili, voto di estirparle tutte implica dedicare agli altri la propria pratica, in un lavoro continuo per abbandonare il proprio ego, i propri attaccamenti e condizionamenti che tengono separati dalla verità e quindi dagli altri.
- Gli insegnamenti sono infiniti, voto di apprenderli sostiene che ogni azione vissuta con consapevolezza insegni a vivere meglio, avvicinando il praticante al mondo e rendendolo sempre più sottile quel muro che lo separa da tutto. Se si vive con consapevolezza e non solo per il proprio beneficio personale, tutti sono dei potenziali Bodhisattva, ma bisogna ancora trovare la via per esprimere questa natura innata. Lo Zen offre questa opportunità di percorrere la via che esprime al meglio la vera natura di cui il praticante sente di essere fatto.
- La Via del Buddha è suprema, voto di realizzarla indica la necessità di rendersi conto di essere già un Buddha, per risvegliarsi, vivendo liberi in armonia con gli altri, sicché ogni azione compiuta sarà di beneficio per tutti gli esseri senzienti.